# Transithandel
Transithandel (oder Durchfuhrhandel) liegt im Außenhandel vor, wenn Inländer von Ausländern Güter importieren, um sie an andere Ausländer zu exportieren.

## Allgemeines
Der Transithandel erfüllt damit die Funktion des Exports, Imports und Handels. Er stellt deshalb keine weitere Grundform des Außenhandels dar, sondern es handelt sich um eine spezielle Form der Durchführung von Export- und Importtätigkeiten. Eine spezielle Form liegt vor, weil auch beim Transithandel Einfuhren und Ausfuhren vorkommen, so dass  eigentlich keine von Exporten und Importen unabhängigen Transaktionen festzustellen sind. Der Transithandel ist ein Dreiecksgeschäft, bei dem der Transithändler (Transiteur) folglich Export- und Importgeschäfte zwischen zwei verschiedenen Ländern außerhalb des eigenen Wirtschaftsgebietes abwickelt.

## Rechtsfragen und Geschichte

### Deutschland
Nach der Legaldefinition des § 2 Abs. 17 AWG ist der Transithandel „jedes Geschäft, bei dem Inländer im Ausland befindliche Waren oder in das Inland gelieferte, jedoch einfuhrrechtlich noch nicht abgefertigte Waren von Ausländern erwerben und an Ausländer veräußern.“ Inländer (§ 2 Abs. 15 AWG) hießen bis August 2013 Gebietsansässige (§ 4 Abs. 1 Nr. 5 AWG a. F.), Ausländer (§ 2 Abs. 5 AWG) entsprechend Gebietsfremde (§ 4 Abs. 1 Nr. 7 AWG a. F.). Es handelt sich um natürliche oder juristische Personen oder Personenhandelsgesellschaften mit Wohnsitz oder Geschäftssitz im Inland (Inländer) bzw. Ausland (Ausländer). Güter sind Waren, Software, Technologie (§ 2 Abs. 13 AWG) und Elektrizität (§ 2 Abs. 22 AWG). Der Transithandel unterliegt in Deutschland lediglich einer Meldepflicht nach § 68 AWV.
Bereits das Reichsgericht (RG) hatte in seiner Entscheidung vom Dezember 1899 ausgeführt, dass ein Händler, der Waren zum Zweck des Exports importiert, die Waren im Inland in den Verkehr bringt, da er „nicht als bloßer Spediteur“ des Auftraggebers oder Fabrikanten, sondern als Einkäufer und Importeur tätig werde. Dementsprechend hat das RG auch in der Entscheidung vom 3. April 1884 ein Feilhalten und Inverkehrbringen im Inland angenommen, wenn eine im Ausland hergestellte Ware ins Ausland verkauft und versandt wird.
Das Wort „Verkehr“ ist einem Urteil des Oberlandesgerichts Hamburg vom Februar 1955 zufolge hier allerdings nicht beförderungstechnisch aufzufassen. Seine Bedeutung müsse auf den Handelsverkehr beschränkt werden. Durch einen reinen Transitverkehr mit Bahn, Kraftwagen oder Schiff durch das Inland, bei dem im Inland Frachtführer oder Spediteure, ohne irgendwelche Handelsgeschäfte über die Ware als solche abzuschließen, nur beförderungstechnisch bei Ausführung eines Durchlauf-Frachtvertrages oder auch durch irgendwelche Hilfsgeschäfte zu dem Zweck mitwirkten, dass die Ware das Inland auf dem Wege ins Ausland wieder verlasse, sei kein Handelsverkehr. Hierzu entschied der EuGH im Oktober 2005 in einem anderen Fall, dass das Inverkehrbringen von Waren aus Drittländern in der Gemeinschaft ihre Überführung in den zollrechtlich freien Verkehr im Sinne von Art. 29 AEUV voraussetzt. Transitgüter gelangen demnach im Inland nicht in den Verkehr.

### Schweiz
Die Schweiz gehört seit der zweiten Hälfte des 19. Jahrhunderts zu den großen Transithandelsnationen der Welt. Der weitaus bedeutendste Teil des Schweizer Transithandels ist direkter Transithandel, d. h. die gehandelten Waren – in der Regel Rohstoffe – werden nicht über Schweizer Territorium geführt, über die Schweiz laufen nur die Finanzströme. Mit dem Zuzug ausländischer Firmen wuchs der Transithandel ab den 1960er Jahren und vor allem nach der Jahrtausendwende nochmals markant. Zu Beginn der 2020er Jahre lief schätzungsweise ein Fünftel bis ein Viertel des globalen Rohstoffhandels über die Schweiz. Eine im Auftrag des Bundesamts für Umwelt durchgeführte Pilotstudie berechnete für das Jahr 2017 für 15 Rohstoffe gar einen Anteil von 42 %.

## Arten
Unterschieden wird zwischen gebrochenem/ungebrochenem und aktivem/passivem Transithandel.

### Ungebrochener Transithandel
Der ungebrochene Transithandel (Streckengeschäft) ist der klassische Transithandel. Er setzt voraus,
- dass die Ware direkt vom Exporteur an den Importeur geliefert wird,
- dass der Exporteur in Land A direkt an Importeur in Land C liefert,
- dass keinerlei Umschlag im Inland stattfindet und
- dass keine Veränderung in Form einer Be- oder Verarbeitung der Ware erfolgt.

### Gebrochener Transithandel (Lagergeschäft)
- Der Exporteur in Land A transportiert das Gut zum Händler in Land B, und der transportiert es zum Importeur ins Land C. Vorteil für den Händler: Er kann es umetikettieren, und der Importeur wird vom Exporteur hierüber nichts erfahren.
- Es erfolgt eine Zwischenlagerung (Umschlag) der Transitware in einem Freihafen des Landes, in dem der Transithändler seinen Sitz hat. Dieses Transitgeschäft bezeichnet man als „statistische Durchfuhr“, weil sie im Land des Transithändlers statistisch erfasst wird.
- Der Transithändler nimmt die Ware in einem Freihafen oder in seinem privaten Zollfreilager zur Lagerung auf und bearbeitet (reinigt, sortiert, montiert oder mischt) sie dort. Anschließend führt er die bearbeitete Ware direkt von dort in andere Länder aus („Reexport“). Erfolgt dabei eine Durchfuhr durch ein Land unter Zollverschluss, spricht man auch von „Ausfuhrtransit“.

### Aktiver Transit
- Der Händler befindet sich im Inland,
- Importeur & Exporteur befinden sich im Ausland.

Waren, die sich außerhalb des Wirtschaftsgebietes befinden, werden durch gebietsansässige Transithändler an Gebietsfremde verkauft.

### Passiver Transit
- Der Händler befindet sich im Ausland,
- Importeur oder Exporteur befinden sich im Inland.